# Nygårdsvulkanens kalkbarrskog
Nygårdsvulkanens kalkbarrskog är ett naturreservat i Hallsbergs kommun i Örebro län.
Området är naturskyddat sedan 2007 och är 55 hektar stort. Reservatet består av kalkbarrskog, där många träd är över 100 år gamla med några tallar som är betydligt äldre.